# Эрмес, Тьерри
Тьерри Эрмес (фр. Thierry Hermès; 10 января 1801, Крефельд, Рур, Первая Французская республика — 10 января 1878, Нёйи-сюр-Сен) — был французским бизнесменом, который основал модный дома Hermès и получил титул дизайнера модного дома. Он родился в 1801 году в Крефельде, Германия. Первоначально Hermès основал свой бизнес как компанию по производству седел в 1837 году. С течением времени его предприятие становилось крупнее — ширилось и развивалось. Клиентов у Тьери прибавлялось — сказывалось мастерство Тьери. Очень скоро он стал чрезвычайно известным, а его изделия — необыкновенно популярными.
С тех самых пор Модный Дом Тьери стал одним из самых знаменитых модных предприятий Франции. Ныне французский дом моды является совместным предметом владения семьи Эрмес и Д. Релина, бизнесмена и председателя акционерного общества Hermes. Более того, несмотря на столь долгую деятельность Модного Дома Hermes ни один из его владельцев (а это, в основном, — представители древнего рода Эрмес) ни разу не подумал о том, чтобы продать столь успешное предприятие крупным холдингам, и оно — в настоящее время — остается одним из самых роскошных французских Модных Домов.